# Federico de Utrecht
Federico I, (Frisia o Inglaterra, c. 781 –  Utrecht, 18 de julio de 838) fue obispo de Utrecht entre los años 825/828 y 838, siendo venerado como santo por la Iglesia Católica. Nació en el seno de una noble familia de Frisia, aunque de probable origen inglés. Fue elegido obispo de Utrecht a la muerte del obispo Ricfredo. Su festividad se celebra el 18 de julio.
Siendo todavía muy joven, fue entregado para su educación la escuela del convento de Utrecht bajo la guía del obispo Ricfredo, quien habría visto en él a su sucesor. A la muerte de este último, acaecida entre los años 825 y 828, el consejo de presbíteros lo habría designado obispo de la diócesis de Utrecht, ante la insistencia de  Ludovico el piadoso, rey de los francos y emperador carolingio, quien lo habría proclamado en la ciudad de Maguncia o en la de Nijmegen.
Ya siendo obispo, se lanza a recorrer todo el territorio que le había sido confiado. En todas partes trabaja en la reforma de las costumbres de sus diocesanos, y de una manera especial lo hace en la isla de Walcheren, donde reinaba lo que consideraba la más burda inmoralidad.
Cuando ya casi había recorrido toda la diócesis, un día, mientras estaba dando gracias de la Misa el 18 de julio de 838, es atacado por dos criminales que le atraviesan los sesos y muere a los pocos minutos. Según los escritores de los siglos XI y XII, como el obispo Oberto de Lieja y Guillermo de Malmesbury, la emperatriz Judit contrató a los asesinos debido a las frecuentes críticas de Federico sobre su estilo de vida disoluto. Escritores posteriores como Cesare Baronio y Jean Mabillon atribuyen el crimen a un noble de la isla Walcheren, lugar donde existía una hostilidad hacia la evangelización por parte de los pobladores, quien habría sido reprochado por el obispo debido a su actuar impúdico.
Esto último parece el más plausible. No hay fuentes de escritores contemporáneos que demuestren que la emperatriz vivió de manera inmoral, ni que Federico hubiera hecho esa acusación. Además, Walcheren fue bastante hostil con los misioneros de Utrecht. Para algunos autores, el relato relacionado con la acusación hacia la emperatriz podría tener una finalidad didáctica más que histórica.
Como persona, Federico era generoso con los pobres, hospitalario con los viajeros, y sacrificado en sus visitas a los enfermos, además de entregado a la vida de oración.
Su memorial es el 18 de julio y es el santo patrón de la sordera. Fue enterrado en el Sint-Salvatorkerk, en Utrecht.